# José Bejes

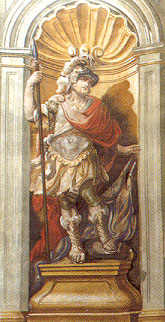
Detalle de la decoración mural de la parroquia de San Martín, Alberite.

José Bejes o Vexés (Potes, 12 de diciembre de 1729-Logroño, 1 de febrero de 1785) fue un pintor y dorador barroco español.
Personaje en cierto modo singular, de quien Ceán Bermúdez dice que se formó en Italia, aunque siempre estuvo más ocupado en ver y divertirse que en estudiar, calificándolo de «pintor aventurero, pero de gran genio para la pintura y para la poesía». Tras establecerse en Logroño en 1754 admitió encargos muy numerosos y de importancia diversa, que acometió con desigual empeño y con ayuda de un taller que en algún momento tuvo que ser amplio. 

## Biografía
José Bejes fue bautizado en Potes el 21 de diciembre de 1729, hijo legítimo de José Bejes y Petronila Delgado. Ceán afirma que se formó en Italia (Roma y Nápoles); habría además viajado por Centroeuropa e Inglaterra, documentándose el paso por Londres antes de regresar a España. En más de una ocasión viajó a Madrid, evidenciándose en su pintura el conocimiento de la obra Giambattista Tiepolo que en 1764 completó la decoración al fresco del Salón del Trono del Palacio Real de Madrid. 
En 1754 se encontraba ya en Logroño, donde formó taller con el que iba a ser su suegro, el pintor Juan José García de Arciniega. En marzo de 1755 se casó con Manuela García, logroñesa, con la que iba a tener tres hijas (de las que dos ingresarían monjas) y dos hijos.
Establecido en La Rioja, trabajó con técnica fácil y a menudo superficial en las decoraciones al fresco o al temple  y al óleo de numerosos recintos sagrados riojanos, alaveses y navarros, a los que llevó modelos aprendidos en Madrid o en el hipotético viaje a Italia, pero a menudo también sacados de estampas. Su conocimiento de lo que se hacía en los principales centros artísticos será, precisamente, uno de los argumentos que utilizará para recibir los primeros encargos importantes: así cuando en 1756 se comprometió a dorar y estofar algunos muebles y retablos de la Imperial Iglesia de Santa María de Palacio, «según y como se estofa en Madrid, y se encarna», o cuando dos años después y para la Cofradía de las Ánimas de la misma iglesia se ofreció a hacer un «túmulo de perspectiva al modo que se practica en la Italia». 
En 1757 trabajaba en las decoraciones murales de la ermita de Nuestra Señora de Tómalos de Torrecilla de Cameros y en Villanueva de Álava donde se encargó del mural del baptisterio. En 1760 se le documenta en Samaniego (Álava) y trabajando en la cúpula de Baños de Ebro. Son años de gran actividad en los que, aparte de algún viaje a Madrid, fue llamado a decorar la sacristía del Monasterio de San Millán de la Cogolla y la Capilla de los Mártires de la catedral de Calahorra (1762-1764), donde se ocupó de la decoración mural de la cúpula, con un rompimiento de gloria de gusto rococó, influido por Tiepolo en los colores suaves, sienas y azules, uniformemente iluminados; las pechinas, con las mujeres fuertes de la Biblia, y los muros, cubiertos por completo con rocalla y motivos florales. En la misma capilla se encargó también de las pinturas al óleo, con dos grandes lienzos en la parte alta de los muros y otros cuatro en el friso bajo, historiados con algunos asuntos milagrosos relacionados con los mártires locales, completado todo ello en 1768, a la vez que el gran lienzo de la Inmaculada Concepción que preside la sacristía reformada en 1765. 

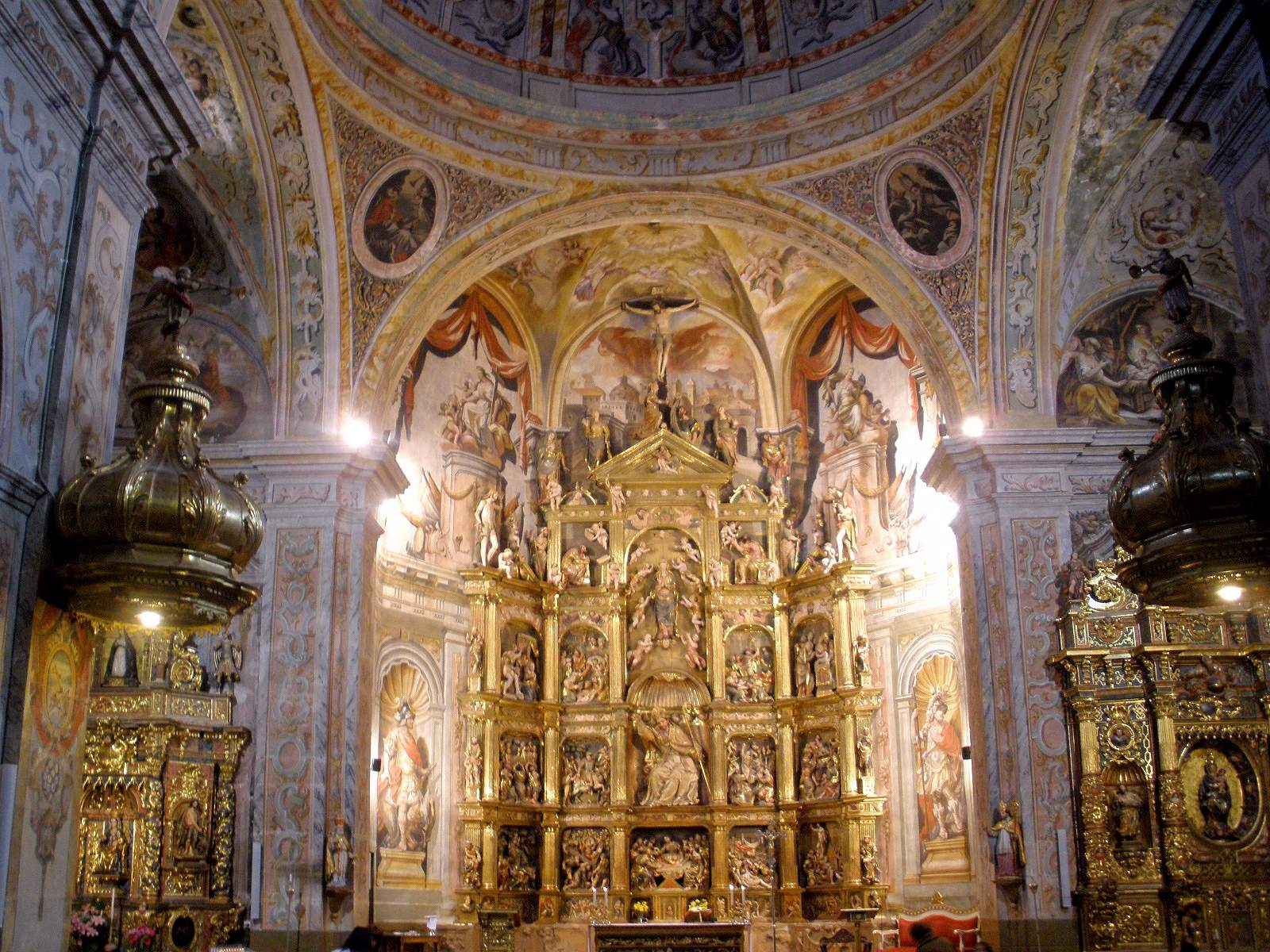
Iglesia de San Martín de Alberite, presbiterio y crucero, pinturas murales de Bejes en colaboración con Agustín Angulo, 1767-1770.

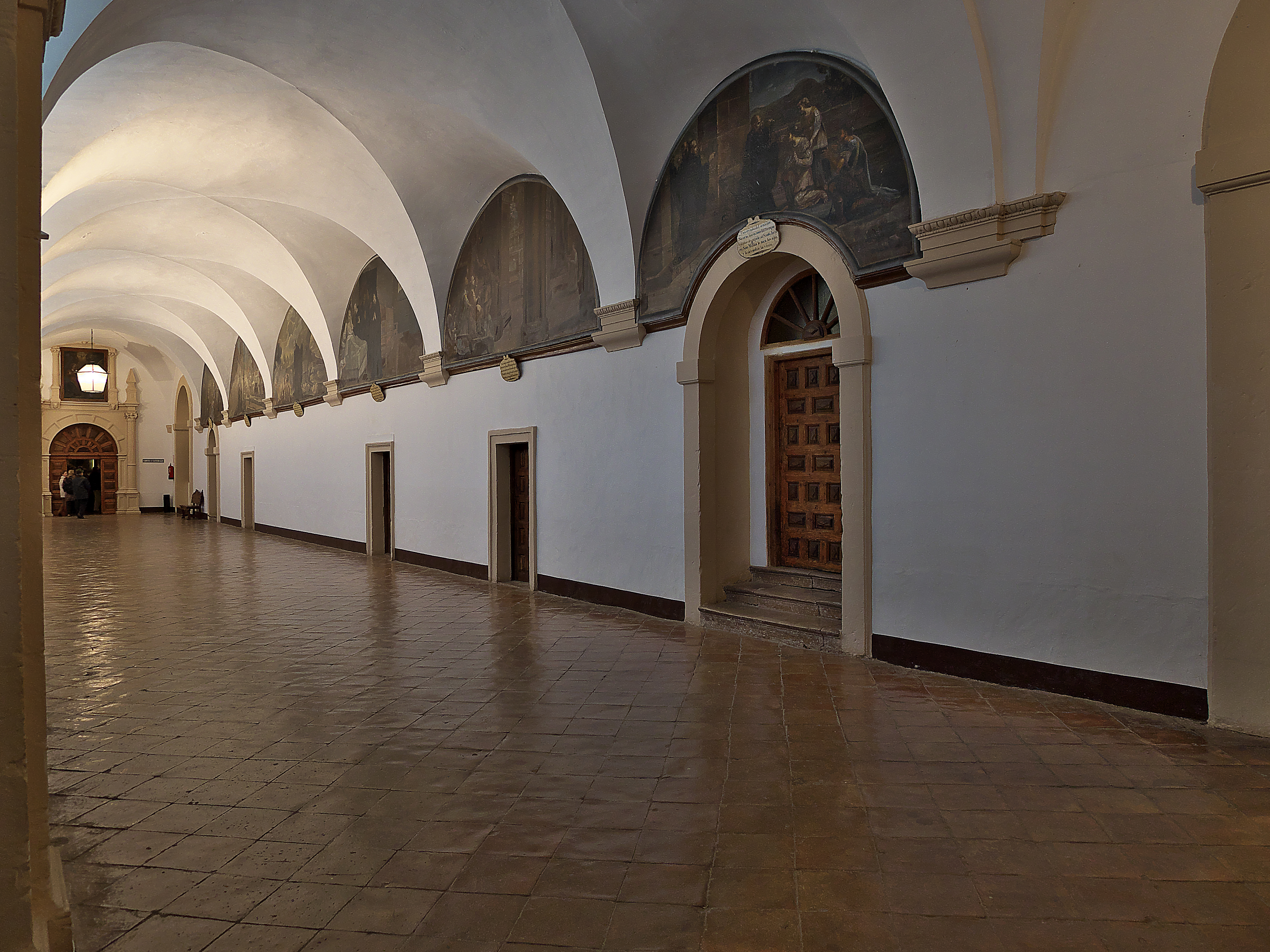
Monasterio de San Millán de Yuso. Claustro alto.

En fechas próximas trabajó también en las parroquiales de San Martín de Alberite (presbiterio, cúpula y brazos del crucero, 1767-1770), de Labastida (pechinas) y Elciego (1767), donde copió en uno de los cuadros monumentales del crucero el tapiz del Triunfo de la Eucaristía de Rubens conservado en el monasterio de las Descalzas Reales de Madrid, y se le encargaron las pinturas del claustro de la iglesia de Santa María de Palacio (1767-1774). Esa acumulación de trabajo explicaría algunos incumplimientos: en 1769 de Alberite se le reclamaron daños y perjuicios, pues no había comenzado la obra por la que un año antes ya había en parte cobrado por lo que «ha hecho y tiene que hacer».
Pero el exceso de trabajo pudo no ser la única razón del retraso, pues el mismo año en que recibió el primer pago de Alberite se dictó una providencia firmada por el rey Carlos III contra él por haber intervenido como cabecilla en un motín con motivo de la elección de diputados de la parroquia del Palacio. Un año después, en 1769, fue él quien denunció ante la Academia de Bellas Artes de San Fernando al arquitecto y escultor fray José de San Juan de la Cruz, a quien pedía se le impidiese ejercer la profesión. En la raíz de la denuncia estaban los celos profesionales desencadenados, según el memorial, cuando el pintor criticó un ingenio hidráulico fabricado por el fraile carmelita, lo que determinó que este tratase de perjudicarle profesionalmente, quitándole alguna comisión. Pero Bejes aprovechaba para criticar también los excesos decorativos del carmelita, puestos de manifiesto en la sacristía mayor de la catedral de Burgos. Con todo, sus mismas obras, con menos imaginación, no estaban lejos de esos excesos, como podría verse en la denostada por Jovellanos sacristía de San Millán de la Cogolla. 
Otro pleito sostuvo en 1771 contra el Ayuntamiento de Logroño por la exención del pago de las cargas concejiles, a lo que tenía derecho como pintor. Nada de ello impidió que siguiese recibiendo encargos en número abundante. De hacia 1770 es la pintura de la cúpula de la capilla de los Ángeles en Santa María de la Redonda, muy característica de su estilo. También en 1771 se le encarga una Asunción para la sala capitular de Palacio, obra no localizada. De Navarra se le reclama en 1770 para labrar el monumento de Jueves Santo de Lodosa. 
Viudo el 28 de septiembre de 1772, contrajo nuevas nupcias el 26 de abril de 1774 con Antonia de Ocio; de este matrimonio le nacieron dos hijas y un hijo, beneficiado en la logroñesa parroquia de Santa María de Pen y miembro fundador de la Sociedad Patriótica Logroñesa. El mismo año firmó una de las pinturas del claustro de la iglesia de Santa María del Palacio, con la que parece dar por terminado este importante encargo. La serie, compuesta por catorce lienzos en medio punto formando un Viacrucis, es buen ejemplo de la multiplicidad de fuentes y de las desigualdades de calidad en que incurre con frecuencia el pintor, al punto de haberse pensado que sean obra de varias manos. Las influencias de Tiépolo y Corrado Giaquinto dominantes especialmente en el tratamiento del color, conjugan con recuerdos de Guido Reni, Rafael, Rubens o Van Dyck, en composiciones generalmente acertadas con una marcada tendencia a lo decorativo. 
En 1778 se le encargó el monumento de Jueves Santo de la iglesia de San Saturnino de Pamplona, tras de lo cual se iban a multiplicar los encargos desde Navarra: cuadros de la Adoración de los pastores y de la Epifanía para la misma iglesia un año después, dorado y estofado del retablo de Peralta (1780) y de la iglesia de Santo Domingo de Pamplona (1783), a la vez que pinta la serie de historias de la vida de San Millán para el claustro alto del monasterio de San Millán de la Cogolla (1778-1781). En los cuadros de esta serie, dice Ceán, se nota armonía en la composición y el color, pero también la utilización de estampas ajenas «para salir pronto del paso, pues dicen que trabajaba según el precio». 
Tras estos últimos encargos se dedicó con preferencia a los negocios. El 5 de enero de 1785 dictó su testamento. Pidió ser enterrado en el claustro de la iglesia del Palacio, de la que era feligrés, con hábito franciscano. Falleció el 1 de febrero del mismo año.